# Elder Torres
Élder Eduardo Torres Guatemala (La Ceiba, 14 de abril de 1995) é um futebolista profissional hondurenho que atua como defensor, atualmente defende o Real Monarchs.

## Carreira

### Rio 2016
Elder Torres fez parte do elenco da Seleção Hondurenha de Futebol nas Olimpíadas de 2016.